# Kostel Nejsvětější Trojice (Mezina)
Kostel Nejsvětější Trojice v obci Mezina (okres Bruntál) je filiální kostel postavený v roce 1777 a kulturní památka České republiky.

## Historie
Obec vznikla v roce 1258. Kostel byl postaven v roce 1777. Rekonstruován v roce 1822, opraven v roce 2003. Kolem hřbitova je postavena hřbitovní zeď z lomového kamene s kovovou bránou mezi dvěma omítnutými sloupy. Zeď byla opravena v roce 2003.
Filiální kostel Děkanátu Bruntál.

## Popis
Barokní jednolodní zděná stavba zaklenutá valenou klenbou. Uprostřed hřebene střechy je sanktusník, lucerna je zakončena cibulovou bání. Sakristie byla přistavěna.